# Цыганков, Виктор Витальевич
Ви́ктор Вита́льевич Цыганко́в (укр. Віктор Віталійович Циганков; род. 15 ноября 1997, Нагария, Израиль) — украинский футболист, полузащитник испанского клуба «Жирона» и сборной Украины. Участник двух чемпионатов Европы (2020 и 2024).

## Клубная карьера

### Ранние годы
Родился 15 ноября 1997 года в городе Нагария в Израиле в семье футбольного вратаря Виталия Цыганкова, который выступал в то время в чемпионате этой страны. После завершения карьеры отца семья Цыганкова вернулась в его родную Винницу, где в местной ДЮСШ Виктор начал заниматься футболом. Он попал в группу Николая Загоруйко, которого в своё время Цыганков-старший фактически сменил в воротах «Нивы». По словам отца футболиста, благодаря Загоруйко и второму тренеру Александру Дусанюку его сын получил «карт-бланш на креатив», то есть наставники не зажимали его в рамки, а старались развивать его сильные стороны. От природы Виктор — левша. Загоруйко же постоянно заставлял его работать правой, и со временем Цыганков научился работать правой почти так же уверенно, как и левой.
В ноябре 2010 года Иван Терлецкий пригласил Цыганкова в Академию киевского «Динамо», параллельно игроком интересовался донецкий «Шахтёр», но Виктор решил отправиться в столицу. В динамовской Академии Цыганков успел поиграть под руководством Павла Кикотя, Андрея Бибы, Юрия Еськина и Алексея Дроценко. Перебравшись в стан «бело-синих», Виктор был перемещён с позиции «под нападающими» на правый фланг атаки. В сезоне 2012/13 годов дубль Цыганкова в поединке за третье место принёс динамовцам бронзу чемпионата ДЮФЛ среди 17-летних. В 2013 году в Москве на турнире U-17 Кубок «Спартака» футболисты «Динамо» играли против сверстников из школ «Барселоны», «Тоттенхэм Хотспур», «Селтика», «Бенфики» и «Спартака». Несмотря на провал киевлян и последнее место, приз лучшего полузащитника турнира достался Цыганкову. Когда Виктор начал выделяться на фоне сверстников, по рекомендации директора Академии Александра Ищенко было принято решение перевести его в группу на год старше. Цыганков получил возможность тянуться к более сильным ребятам, прогрессировать. Таким образом выпускался Цыганков с ребятами 1996 года рождения, хотя сам родился в 1997 году. Окончив динамовскую Академию, Цыганков вновь оказался впереди своих партнёров по команде, будучи зачисленным не в команду до 19 лет, а сразу в молодёжный состав «бело-синих» Валентина Белькевича.
Летом 2014 года Цыганков в возрасте 16 лет отправился на первый тренировочный сбор с основной командой в Австрию. Там же он дебютировал в главной клубной команде, проведя второй тайм игры против австрийского СК «Швац», а в очередной контрольной игре против «Скендербеу» отличился забитым голом. В том же 2014 году футбольный интернет-портал footclub.com.ua включил Цыганкова в число «ТОП-10 украинских футболистов моложе 20 лет». Никита Шмелев, обозреватель этого портала, отмечал, что «в стиле Цыганкова есть что-то от Сергея Реброва середины 1990-х».
В сезоне 2015/16 годов Цыганков в составе команды U-19 выступал в первой для «динамовцев» Юношеской Лиге УЕФА. Помог победить в дебютном матче основного конкурента в группе «Порту», а также забил домашний гол в последней встрече с тель-авивским «Маккаби», который принёс киевлянам победу и выход в плей-офф.

### «Динамо» Киев

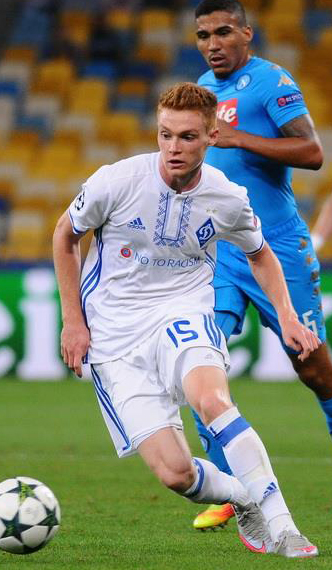
Виктор Цыганков в составе «Динамо» (Киев) в 2016 году

14 августа 2016 года в возрасте 18 лет Цыганков дебютировал за первую команду «Динамо» в матче Премьер-лиги против каменской «Стали». Виктор вышел на поле на 77 минуте вместо Артёма Громова при счете 1:0 в пользу «сталеваров» и помог команде одержать волевую победу 2:1. После матча главный тренер «Динамо» Сергей Ребров сказал, что Цыганков усилил игру. Дебют футболиста в Лиге чемпионов состоялся 13 сентября того же года в игре с «Наполи». В интервью после матча Сергей Ребров отметил зрелую игру молодого футболиста, а также его непосредственное участие в голе в ворота неаполитанцев. Уже в следующем матче в этом турнире против турецкого «Бешикташа» Виктор забил первый гол в еврокубках, тем самым помог «Динамо» сыграть вничью. Первый же гол в Премьер-лиге Цыганков забил в ворота донецкого «Олимпика», став 6-м в списке юных бомбардиров «Динамо» в чемпионатах Украины. Самый юный автор хет-трика в истории «Динамо»: забил три мяча в ворота львовских «Карпат» в возрасте 19 лет и 256 дней.
В сезоне 2018/19 провёл 31 матч, записав на свой счёт 18 голов и 11 голевых передач.
18 сентября 2021 года в матче с «Александрией» забил свой юбилейный, 80-й, гол на клубном уровне во всех турнирах, поднявшись на 7-е место в списке лучших бомбардриров «Динамо» со времени независимости Украины, по этом показателю обойдя Виктора Леоненка (79 голов). 29 сентября 2021 года матч 2 тура группового раунда Лиги чемпионов против «Баварии» стал 200-м в составе «Динамо» во всех турнирах, в том числе 50-й — в еврокубках.

### «Жирона»
В январе 2023 года перешёл в испанскую «Жирону», заключив контракт до конца июня 2027 года. Сумма трансфера составила порядка 5 миллионов евро, при этом киевский клуб сохранил 50 % прав на футболиста от его будущей продажи.
5 февраля 2023 года дебютировал в Ла Лиге в матче против «Валенсии» (1:0). 17 февраля в матче против «Альмерии» отдал голевую передачу и отметился дебютным голом в Ла Лиге (6:2). 26 февраля в матче против «Атлетик Бильбао» вышел на поле в основном составе и сделал голевую передачу Алешу Гарсии, чем помог команде открыть счёт в победном матче (1:3). 18 марта сделал дубль в матче с «Райо Вальекано» (2:2) и стал первым украинским футболистом, которому удалось забить два гола в матче высшего дивизиона чемпионата Испании. В сезоне 2022/23 Циганков сыграл 19 матчей за «бело-красных», в которых забил 3 гола и отдал 6 голевых передач.
Первый мяч в сезоне 2023/24 забил 18 сентября 2023 года в матче 5-го тура против «Гранады» (2:4), отличившись на 22-й минуте встречи. 4 ноября 2023 года в поединке с «Осасуной» (2:4), Цыганков отличился голом с передачи партнёра по сборной Украины Артёма Довбика. Сезон 2023/24 Виктор закончил с показателем 8 голов и 7 голевых передач в 30 матчах, а «Жирона» заняла сенсационное 3-е место в Ла Лиге.

## Карьера в сборной
С 2012 года выступал за юношеские сборные Украины. В 2012 году на победном для 16-летних украинцев Мемориале Банникова Цыганков был по возрасту самым младшим, а по игре, по мнению портала «Футбольный клуб», самым зрелым. В составе сборной до 17 лет он стал соавтором мяча в ворота сверстников из Германии в элит-раунде отбора к Евро-2013, когда «жёлто-синие», играя вдесятером, благодаря этому голу сумели получить путёвку на чемпионат Европы. На самом турнире украинцы вместе с Цыганковым не смогли выйти из группы. Через два года в составе юношеской сборной Украины до 19 лет Цыганков вышел в финальную часть чемпионата Европы 2015 года, где сыграл 3 матча, а украинцы снова заняли последнее место в группе и не вышли в плей-офф. Летом 2016 года в возрасте 18 лет дебютировал за молодёжную сборную Украины.

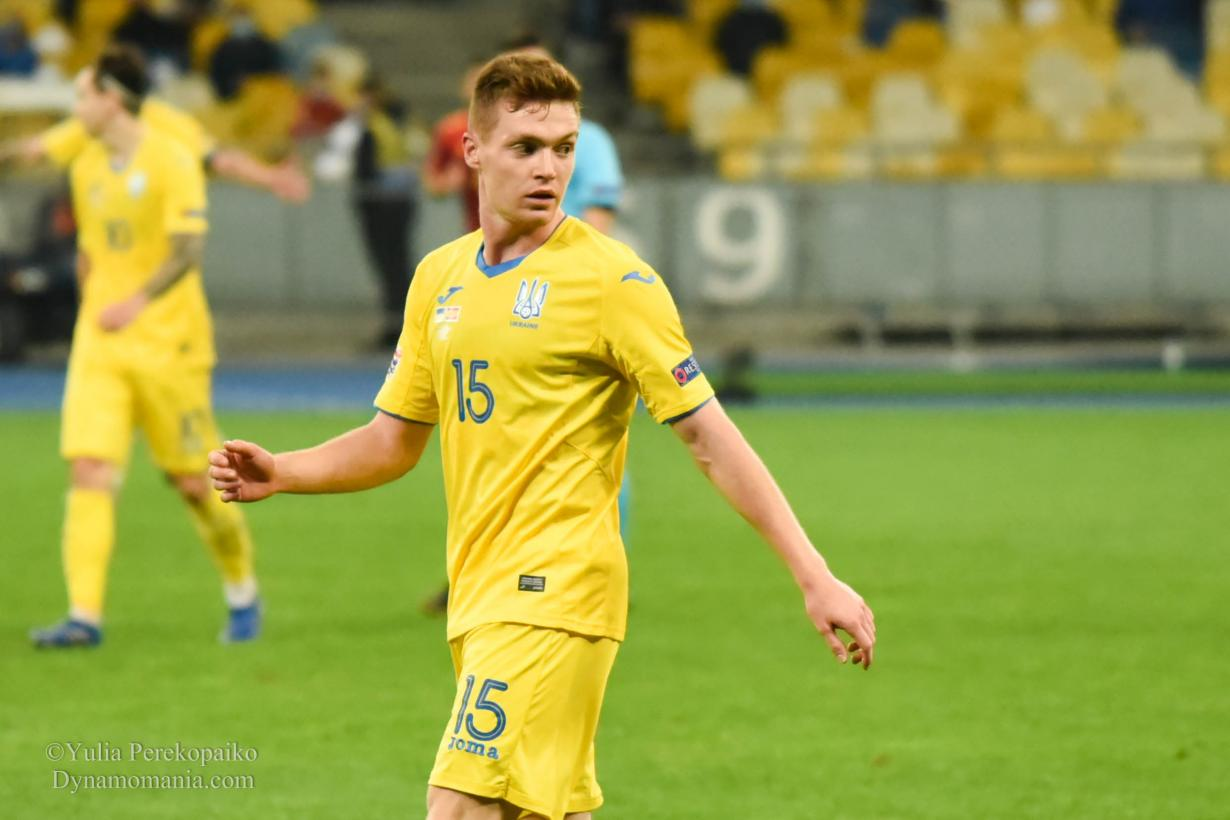
Цыганков в составе национальной сборной Украины, 2020 год

В октябре 2016 года тренер национальной сборной Украины Андрей Шевченко вызвал Цыганкова на матчи отборочного турнира чемпионата мира-2018 с Турцией и Косово, однако после приезда в лагерь сборной с повреждением в заявке был заменён на Александра Караваева. Дебютировал в составе национальной сборной уже в следующем её матче 12 ноября 2016 года против сборной Финляндии который был проведен в Одессе.
25 марта 2019 года в матче отборочного турнира чемпионата Европы 2020 года против сборной Люксембурга забил дебютный гол. 7 июня 2019 года сделал дубль в ворота сборной Сербии.
1 июня 2021 года был включён в официальную заявку сборной Украины главным тренером Андреем Шевченко для участия в матчах чемпионата Европы 2020 года. На турнире сыграл в четырёх матчах сборной Украины, которая дошла до четвертьфинала.
В рамках отборочного цикла к чемпионату Европы 2024 года отметился 3 голами, став лучшим бомбардиром команды. На Евро-2024, из-за мышечной травмы, Виктор смог сыграть только первый матч группового этапа против Румынии.

## Статистика выступлений

### Клубная статистика
| Выступление      | Выступление      | Выступление      | Чемпионат | Чемпионат | Кубок | Кубок | Еврокубки | Еврокубки | Прочие | Прочие | Итого | Итого |
| Клуб             | Лига             | Сезон            | Игры      | Голы      | Игры  | Голы  | Игры      | Голы      | Игры   | Голы   | Игры  | Голы  |
| ---------------- | ---------------- | ---------------- | --------- | --------- | ----- | ----- | --------- | --------- | ------ | ------ | ----- | ----- |
| Динамо Киев      | Премьер-лига     | 2016/17          | 20        | 3         | 3     | 1     | 6         | 1         | 0      | 0      | 29    | 5     |
| Динамо Киев      | Премьер-лига     | 2017/18          | 27        | 13        | 2     | 1     | 10        | 3         | 1      | 0      | 40    | 17    |
| Динамо Киев      | Премьер-лига     | 2018/19          | 31        | 18        | 1     | 0     | 13        | 2         | 1      | 0      | 46    | 20    |
| Динамо Киев      | Премьер-лига     | 2019/20          | 27        | 14        | 4     | 1     | 8         | 2         | 0      | 0      | 39    | 17    |
| Динамо Киев      | Премьер-лига     | 2020/21          | 20        | 12        | 3     | 1     | 11        | 2         | 0      | 0      | 34    | 15    |
| Динамо Киев      | Премьер-лига     | 2021/22          | 18        | 11        | 0     | 0     | 6         | 0         | 1      | 0      | 25    | 11    |
| Динамо Киев      | Премьер-лига     | 2022/23          | 13        | 6         | 0     | 0     | 10        | 3         | 0      | 0      | 23    | 9     |
| Динамо Киев      | Итого            | Итого            | 156       | 77        | 13    | 4     | 64        | 13        | 3      | 0      | 236   | 94    |
| Жирона           | Примера          | 2022/23          | 19        | 3         | 0     | 0     | 0         | 0         | 0      | 0      | 19    | 3     |
| Жирона           | Примера          | 2023/24          | 26        | 6         | 4     | 0     | 0         | 0         | 0      | 0      | 30    | 6     |
| Жирона           | Итого            | Итого            | 45        | 9         | 4     | 0     | 0         | 0         | 0      | 0      | 49    | 9     |
| Всего за карьеру | Всего за карьеру | Всего за карьеру | 201       | 86        | 17    | 4     | 64        | 13        | 3      | 0      | 285   | 103   |

### Международная статистика
| Сборная          | Сезон            | Товарищеские | Товарищеские | Официальные | Официальные | Итого | Итого |
| Сборная          | Сезон            | Игры         | Голы         | Игры        | Голы        | Игры  | Голы  |
| ---------------- | ---------------- | ------------ | ------------ | ----------- | ----------- | ----- | ----- |
| Украина          |                  |              |              |             |             |       |       |
| 2016             | 1                | 0            | 1            | 0           | 2           | 0     |       |
| 2017             | 1                | 0            | 0            | 0           | 1           | 0     |       |
| 2018             | 4                | 0            | 4            | 0           | 8           | 0     |       |
| 2019             | 2                | 0            | 7            | 3           | 9           | 3     |       |
| 2020             | 2                | 1            | 3            | 1           | 5           | 2     |       |
| 2021             | 2                | 1            | 9            | 0           | 11          | 0     |       |
| 2022             | 0                | 0            | 7            | 1           | 7           | 1     |       |
| Всего за карьеру | Всего за карьеру | 12           | 2            | 31          | 5           | 43    | 7     |

### Матчи за сборную
| №  | Дата             | Оппонент             | Счёт       | Голы | Передачи | Карточки | Минуты | Соревнование             |
| -- | ---------------- | -------------------- | ---------- | ---- | -------- | -------- | ------ | ------------------------ |
| 1  | 12 ноября 2016   | Финляндия            | 1:0        | —    | —        | —        | 7'     | Отборочные матчи ЧМ-2018 |
| 2  | 15 ноября 2016   | Сербия               | 2:0        | —    | —        | —        | 65'    | Товарищеский матч        |
| 3  | 6 июня 2017      | Мальта               | 0:1        | —    | —        | —        | 45'    | Товарищеский матч        |
| 4  | 23 марта 2018    | Саудовская Аравия    | 1:1        | —    | —        | —        | 45'    | Товарищеский матч        |
| 5  | 27 марта 2018    | Япония               | 2:1        | —    | —        | —        | 11'    | Товарищеский матч        |
| 6  | 6 сентября 2018  | Чехия                | 2:1        | —    | —        | —        | 13'    | Лига наций УЕФА 2018/19  |
| 7  | 9 сентября 2018  | Словакия             | 1:0        | —    | 1        | —        | 12'    | Лига наций УЕФА 2018/19  |
| 8  | 10 октября 2018  | Италия               | 1:1        | —    | —        | —        | 45'    | Товарищеский матч        |
| 9  | 16 октября 2018  | Чехия                | 1:0        | —    | —        | —        | 20'    | Лига наций УЕФА 2018/19  |
| 10 | 16 ноября 2018   | Словакия             | 1:4        | —    | —        | —        | 90'    | Лига наций УЕФА 2018/19  |
| 11 | 20 ноября 2018   | Турция               | 0:0        | —    | —        | —        | 77'    | Товарищеский матч        |
| 12 | 22 марта 2019    | Португалия           | 0:0        | —    | —        | —        | 24'    | Отборочные матчи ЧЕ-2020 |
| 13 | 25 марта 2019    | Люксембург           | 2:1        | 1    | —        | —        | 90'    | Отборочные матчи ЧЕ-2020 |
| 14 | 25 марта 2019    | Сербия               | 5:0        | 2    | —        | —        | 90'    | Отборочные матчи ЧЕ-2020 |
| 15 | 10 июня 2019     | Люксембург           | 1:0        | —    | —        | —        | 88'    | Отборочные матчи ЧЕ-2020 |
| 16 | 7 сентября 2019  | Литва                | 3:0        | —    | —        | —        | 30'    | Отборочные матчи ЧЕ-2020 |
| 17 | 10 сентября 2019 | Нигерия              | 2:2        | —    | —        | —        | 73'    | Товарищеский матч        |
| 18 | 11 октября 2019  | Литва                | 2:0        | —    | —        | —        | 25'    | Отборочные матчи ЧЕ-2020 |
| 19 | 14 ноября 2019   | Эстония              | 1:0        | —    | —        | —        | 45'    | Товарищеский матч        |
| 20 | 17 ноября 2019   | Сербия               | 2:2        | —    | 1        | —        | 77'    | Отборочные матчи ЧЕ-2020 |
| 21 | 6 сентября 2020  | Испания              | 0:4        | —    | —        | —        | 34'    | Лига наций УЕФА 2020/21  |
| 22 | 7 октября 2020   | Франция              | 1:7        | 1    | —        | —        | 45'    | Товарищеский матч        |
| 23 | 10 октября 2020  | Германия             | 1:2        | —    | —        | —        | 69'    | Лига наций УЕФА 2020/21  |
| 24 | 13 октября 2020  | Испания              | 1:0        | 1    | —        | —        | 25'    | Лига наций УЕФА 2020/21  |
| 25 | 11 ноября 2020   | Польша               | 0:2        | —    | —        | —        | 45'    | Товарищеский матч        |
| 26 | 23 мая 2021      | Бахрейн              | 1:1        | 1    | —        | —        | 90'    | Товарищеский матч        |
| 27 | 17 июня 2021     | Северная Македония   | 2:1        | —    | —        | —        | 20'    | Финальные матчи ЧЕ-2020  |
| 28 | 21 июня 2021     | Австрия              | 0:1        | —    | —        | —        | 45'    | Финальные матчи ЧЕ-2020  |
| 29 | 29 июня 2021     | Швеция               | 2:1 (д.в.) | —    | —        | —        | 19'    | Финальные матчи ЧЕ-2020  |
| 30 | 3 июля 2021      | Англия               | 0:4        | —    | —        | —        | 54'    | Финальные матчи ЧЕ-2020  |
| 31 | 1 сентября 2021  | Казахстан            | 2:2        | —    | —        | —        | 31'    | Отборочные матчи ЧМ-2022 |
| 32 | 4 сентября 2021  | Франция              | 1:1        | —    | —        | —        | 82'    | Отборочные матчи ЧМ-2022 |
| 33 | 9 октября 2021   | Финляндия            | 2:1        | —    | 1        | —        | 77'    | Отборочные матчи ЧМ-2022 |
| 34 | 12 октября 2021  | Босния и Герцеговина | 1:1        | —    | 1        | —        | 83'    | Отборочные матчи ЧМ-2022 |
| 35 | 11 ноября 2021   | Болгария             | 1:1        | —    | —        | —        | 29'    | Товарищеский матч        |
| 36 | 16 ноября 2021   | Босния и Герцеговина | 2:0        | —    | —        | —        | 75'    | Отборочные матчи ЧМ-2022 |
| 37 | 1 июня 2022      | Шотландия            | 3:1        | —    | —        | —        | 72'    | Стыковые матчи ЧМ-2022   |
| 38 | 5 июня 2022      | Уэльс                | 0:1        | —    | —        | —        | 77'    | Стыковые матчи ЧМ-2022   |
| 39 | 8 июня 2022      | Ирландия             | 1:0        | 1    | —        | —        | 45'    | Лига наций УЕФА 2022/23  |
| 40 | 11 июня 2022     | Армения              | 3:0        | —    | —        | —        | 90'    | Лига наций УЕФА 2022/23  |
| 41 | 21 сентября 2022 | Шотландия            | 0:3        | —    | —        | —        | 22'    | Лига наций УЕФА 2022/23  |
| 42 | 24 сентября 2022 | Армения              | 5:0        | —    | —        | —        | 66'    | Лига наций УЕФА 2022/23  |
| 43 | 27 сентября 2022 | Шотландия            | 0:0        | —    | —        | —        | 15'    | Лига наций УЕФА 2022/23  |

Итого: 43 матча / 7 голов / 4 передачи; 22 победы, 10 ничьих, 10 поражений.

## Достижения

### Командные
«Динамо» (Киев)
- Чемпион Украины: 2020/21
- Серебряный призёр чемпионата Украины (4): 2016/17, 2017/18, 2018/19, 2019/20
- Обладатель Кубка Украины (2): 2019/20, 2020/21
- Обладатель Суперкубка Украины (3): 2018, 2019, 2020

### Личные
- Футболист года в Украине: 2018
- Обладатель премии «Золотой талант Украины» (3): 2016 (U19), 2017 (U21), 2018 (U21)
- Футболист года в чемпионате Украины: 2020[33]
- Игрок месяца украинской Премьер-лиги (4): декабрь 2017[34], март 2018[35], декабрь 2018[36], апрель 2019[37]
- Член бомбардирского Клуба Олега Блохина: 119 голов

## Личная жизнь
Жена — Романа Прокопович, на которой футболист женился 26 июня 2022 года. 23 марта 2023 года родился сын Леон.